# Streptanthus hesperidis
Streptanthus hesperidis là một loài thực vật có hoa trong họ Cải. Loài này được Jeps. miêu tả khoa học đầu tiên năm 1893.